# Allegro 33
Allegro 33 är en segelbåtsmodell, en modern kosterbåt med spetsgattad akter, lång köl med utanpåliggande roder. Det är en större version av Allegro 27. 
Allegrobåtarna är mycket populära bland långfärdsseglare. Flera har seglat jorden runt. 
Typen konstruerades 1969 av Lars-Olof Norlin. Första båten levererades sommaren 1971. Serieproduktionen av skrov skedde i Nyköping, där cirka 150 båtar byggdes av sina ägare under sakkunnig ledning. Inredningen kan variera mellan olika exemplar, beroende på olika byggares önskemål.